# Saint-Vincent-sur-Oust

Saint-Vincent-sur-Oust este o comună în departamentul Morbihan, Franța. În 1 ianuarie 2022 avea o populație de 1.647 de locuitori.